# Communauté de communes du Pays de Grand-Fougeray
La communauté de communes du Pays de Grand-Fougeray est une ancienne communauté de communes française, située dans le département d'Ille-et-Vilaine et la région Bretagne.

## Histoire
En 1988 est créé le Syndicat intercommunal à vocation unique (SIVU) des Quatre Routes qui comprenait les communes de La Dominelais, Grand-Fougeray, Sainte-Anne-sur-Vilaine et Saint-Sulpice-des-Landes.
Le 31 décembre 1993, le SIVU est transformé en communauté de communes.
L'intercommunalité est dissoute au 31 décembre 2016 pour former Bretagne Porte de Loire Communauté avec la communauté de communes de Moyenne Vilaine et Semnon.

## Territoire communautaire

### Composition
La communauté de communes du Pays de Grand-Fougeray était composée des 4 communes suivantes :
| Nom                      | Code Insee | Gentilé        | Superficie (km2) | Population (dernière pop. légale) | Densité (hab./km2) |
| ------------------------ | ---------- | -------------- | ---------------- | --------------------------------- | ------------------ |
| Grand-Fougeray (siège)   | 35124      | Fulkériens     | 55,42            | 2 431 (2014)                      | 44                 |
| La Dominelais            | 35098      | Dominelaisiens | 32,45            | 1 326 (2014)                      | 41                 |
| Sainte-Anne-sur-Vilaine  | 35249      | Saintanais     | 28,57            | 994 (2014)                        | 35                 |
| Saint-Sulpice-des-Landes | 35316      | Sulpiciens     | 11,19            | 784 (2014)                        | 70                 |

### Démographie
| 1990  | 1999  | 2006  | 2009  | 2010  | 2011  | 2013  |
| ----- | ----- | ----- | ----- | ----- | ----- | ----- |
| 4 160 | 4 217 | 5 031 | 5 351 | 5 425 | 5 438 | 5 504 |

## Administration

### Siège
Le siège de la communauté de communes était situé à Grand-Fougeray, 25 place de l'Église.

### Liste des présidents
| Période                                  | Période | Identité    | Étiquette | Qualité                                            |
| ---------------------------------------- | ------- | ----------- | --------- | -------------------------------------------------- |
| Syndicat intercommunal à vocation unique |         |             |           |                                                    |
| 1988                                     | 1993    | Alain David | DVD       | Adjoint au maire de Grand-Fougeray (1989 → 2001)   |
| Communauté de communes                   |         |             |           |                                                    |
| 1994                                     | 2016    | Alain David | DVD       | Adjoint puis maire de Grand-Fougeray (2001 → 2017) |